# Jan Žambůrek
Jan Žambůrek (Praag, 13 februari 2001) is een Tsjechisch voetballer die doorgaans als middenvelder speelt. Hij verruilde in 2024 Viborg FF voor Heracles Almelo.

## Carrière
Žambůrek doorliep de jeugdopleidingen van FC Bohemians 1905 en Slavia Praag, alvorens hij werd overgenomen door Brentford FC. Hij debuteerde voor het eerste elftal van de Engelse ploeg op 23 februari 2019, tegen Hull City AFC in de Championship (5-1). Hij mocht in de 84e minuut invallen voor Saïd Benrahma. Hij kwam in het seizoen 2018/19 verder niet meer in actie, maar kreeg in 2019/20 meer invalbeurten. Hij debuteerde op 13 augustus 2019 in de EFL Cup tegen Cambridge United FC (5-6 n.s.) en op 4 januari 2020 in de FA Cup tegen Stoke City FC (1-0).

### Shrewsbury Town
Medio 2020 werd Žambůrek voor een halfjaar verhuurd aan Shrewsbury Town FC, dat uitkwam in de League One. Hij debuteerde op 17 oktober tegen AFC Wimbledon. Hij speelde slechts negen wedstrijden voor de ploeg, waar in hij één assist gaf.

### Terug bij Brentford
De resterende helft van het seizoen 2020/21 kreeg Žambůrek nog steeds weinig speeltijd bij Brentford. Hij kwam slechts negen keer in actie. Aan het einde van het seizoen promoveerde Brentford naar de Premier League, maar Žambůrek werd niet opgenomen in de selectie en speelde geen enkele wedstrijd op het hoogste niveau.

### Viborg
In januari 2022 werd Žambůrek overgenomen door Viborg FF, dat uitkwam in de Superligaen. Hij maakte zijn debuut op 21 februari 2022 tegen Randers FC (0-1). Dat seizoen speelde hij ook in de kwalificatiereeks voor de UEFA Conference League, tegen FK Sūduva, B36 Tórshavn en West Ham United. De wedstrijden tegen West Ham gingen verloren waardoor Viborg zich niet kwalificeerde voor de Conference League.

### Slovan Liberec
In september 2023 werd Žambůrek verhuurd aan FC Slovan Liberec uit zijn thuisland Tsjechië. Hij debuteerde op 3 september tegen Sparta Praag. Hij speelde in totaal 26 wedstrijden voor de club en scoorde één keer, tegen FC Zlín.

### Heracles Almelo
Medio 2024 werd Žambůrek overgenomen door Heracles Almelo, dat uitkwam in de Eredivisie. Hij debuteerde op 20 oktober tegen AFC Ajax (3-4). Hij kwam in de 64e minuut in de ploeg voor Daniël van Kaam.

## Interlandcarrière
Žambůrek speelde in verschillende jeugdelftallen van Tsjechië, waaronder de Onder 21 waarmee hij het EK van 2021 speelde.

## Statistieken
| Seizoen | Club                | Competitie   | Competitie | Competitie | Beker | Beker | Overig | Overig | Totaal | Totaal |
| Seizoen | Club                | Competitie   | Wed.       | Dlp.       | Wed.  | Dlp.  | Dlp.   | Dlp.   | Wed.   | Dlp.   |
| ------- | ------------------- | ------------ | ---------- | ---------- | ----- | ----- | ------ | ------ | ------ | ------ |
| 2018/19 | Brentford FC        | Championship | 1          | 0          | 0     | 0     | 0      | 0      | 1      | 0      |
| 2019/20 | Brentford FC        | Championship | 16         | 0          | 3     | 0     | 0      | 0      | 19     | 0      |
| 2020/21 | Brentford FC        | Championship | 6          | 0          | 3     | 0     | 0      | 0      | 9      | 0      |
| 2020/21 | → Shrewsbury Town   | League One   | 6          | 0          | 3     | 0     | 0      | 0      | 9      | 0      |
| 2021/22 | Viborg FF           | Superligaen  | 5          | 0          | 0     | 0     | 9      | 0      | 14     | 0      |
| 2022/23 | Viborg FF           | Superligaen  | 14         | 1          | 3     | 0     | 11     | 0      | 28     | 1      |
| 2023/24 | Viborg FF           | Superligaen  | 3          | 0          | 0     | 0     | 0      | 0      | 3      | 0      |
| 2023/24 | → FC Slovan Liberec | Fortuna Liga | 23         | 2          | 2     | 0     | 1      | 0      | 26     | 2      |
| 2024/25 | Heracles Almelo     | Eredivisie   | 11         | 0          | 4     | 0     | 0      | 0      | 15     | 0      |
| Totaal  | Totaal              | Totaal       | 85         | 3          | 18    | 0     | 21     | 0      | 124    | 3      |

Bijgewerkt op7 maart 2025.